# کایل اسپنکر
کایل اسپنکر (انگلیسی: Kyle Spencer؛ زاده ۲۶ ژانویهٔ ۱۹۷۶) یک تنیس‌باز اهل بریتانیا است.